# Matanurung
Matanurung is een bestuurslaag in het regentschap Simeulue van de provincie Atjeh, Indonesië. Matanurung telt 499 inwoners (volkstelling 2010).